# Rašeliník třásnitý
Rašeliník třásnitý (Sphagnum fimbriatum) patří do čeledi rašeliníkovité (Sphagnaceae). Jde o poměrně velkou štíhlou rostlinu sytě zelené, místy nažloutlé až nahnědlé barvy. Zárodečné listy se směrem vzhůru rozšiřují, jsou viditelně širší než delší a vytvářejí silný límec.

## Popis
Tento rašeliník se zpravidla řadí mezi "acutifolia" (neboli ostrolisté). Jeho povrchové buněčné pletivo, zvané hyaloderm, je v lodyžkách i větvích bez spirálních vzpěr.
Rostliny zpravidla pokrývají dosti rozsáhlá území, jsou štíhlé, dlouhé s hlavičkou, slabě vyklenutou či plochou, a nápadně vyčnívajícími pupeny.
Jelikož hyalocyty jsou silně vyklenuté, často 1-2přepažované, jsou mezi ně volně vsunuty chlorocyty větevních lístků, které jsou na vnější straně uzavřené. Lodyžní lístky jsou téměř do poloviny okraje třásnité, kdežto větevní lístky jsou vejčitě kopinaté, na okraji lemované, s tupou několikazubou vetknutou špičkou. Hyalocyty lodyžních lístků jsou obvykle bez pórů a slouží k zadržování vody.
Rostliny jsou vysoké 100-150 mm, štíhlé a vytvářejí typicky zeleně zbarvené volné koberce. Jedná se o jednodomý, často plodný druh.

## Výskyt
Roste převážně na vlhkých až zbahnělých půdách, převážně v jehličnatých lesích kolem potůčků nebo na prameništích. Dále pak nepříliš často na zamokřených, rašelinných lukách či zbahněných glejích.

## Rozšíření
Rašeliník není typická rostlina vyskytující se pouze v Evropě. Jeho některé druhy zasahují až do severních částí Kalifornie, Marylandu, Zakavkazí, Himálaje i Japonska, případně dále i do nejjižnější části Jižní Ameriky, Afriky a Nového Zélandu.

## Záměna
Tento druh je poměrně variabilní, ale díky jeho širokým, třásnitým lístkům je snadno rozeznatelný. Jediná možná záměna může být s druhem Sphagnum girgensohnii, se kterým právě často společně roste. Ovšem ten má robustnější a kratší větvičky.